# Varuhuset Femman
Femman, också känd som "V", är en galleria med ungefär 50 butiker i tre våningar mitt i Nordstan i Göteborg. Gallerian ägs av det svenska fastighetsbolaget Hufvudstaden, som genomförde en fullständig renovering av fastigheten under 2016. Gallerian hade under 2015 cirka 11,5 miljoner besökare.
Gallerian var tidigare känd som Femmanhuset eller "Varuhuset Femman.
När Östra Nordstan uppfördes skedde detta etappvis, exempelvis blev etapp nummer 5 klar hösten 1972, med öppning den 28 september 1972. Etapp nummer 5 var just Femmanhuset. Arkitekter var Backström & Reinius.

## De ursprungliga företagen som flyttade in
Pyret AB, AB Buketten, Sörlinföretagen AB, Dam Intim Butikerna AB, Hagenfeldt-affärerna AB, Skölds Modehus AB, Arkadens Fotoaffär AB, Trä Glas i Göteborg AB, Lekfemman i Göteborg AB, AB Bogö, Leg. optiker Olof Carlberg AB, AB Parfymeri Antoinette, Cosy House AB, Restaurang Femman i Göteborg AB, Skofemman AB, Femmans Smörgåsaffär, Handskmakarn AB, Hagenfeldtaffärerna AB, Servicehörnan, Femmans Sport AB, AB Svenska Pressbyrån,  AB Femmans Bilshop samt Femmans Konditori AB.